# Biała (Supraśl)
```
Biała
 là một 
con sông
 ở phía đông 
Ba Lan
 ở 
Podlaskie Voivodeship
, một nhánh bên trái của sông Supraśl, với chiều dài 29,9
 
km và diện tích lưu vực là 119
 
km². Biała đi qua 
Białystok
 từ nam sang đông bắc.
```

## Phụ lưu
Các nhánh chính của Biała là:
- Dolistówka
- Bażantarka